# Bucioc
Bucioc (în ucraineană Бучок) este o arie protejată de importanță locală din raionul Hotin, regiunea Cernăuți (Ucraina), situată la sud de satul Rjavinți. Este administrată de întreprinderea de stat „Silvicultura Hotin” (parcelele 50/1).
Suprafața ariei protejate constituie 26 de hectare, fiind creată în anul 1979 prin decizia comitetului executiv regional. Statutul a fost atribuit conservării unei porțiuni de pădure de fag, cu vârsta de 110 ani.